# Närke
Närke je švedska pokrajina u Svealandu. 

## Administrativna podjela
Tradicionalne pokrajine u Švedskoj nemaju administrativnu ili političku svrhu, ali su povijesni i kulturni subjekt. Cijela pokrajina južni je dio županije Örebro. Najstariji grad u Närku je Örebro, koji je status grada dobio oko 1200, nakon njega drugi najstariji je Askersund.

## Zemljopis
Gästrikland se nalazi u južnom središnjem dijelu Švedske. Graniči s pokrajinama Västmanland na sjeveru, Södermanland na istoku, Östergötland na jugoistoku, Västergötland na jugozapadu i Värmland na sjeverozapadu. Prostire se na 4.122 km². 
- najviša planina: Kilsbergen
- najveće jezero: Vättern
- nacionalni park: Garphyttan

## Stanovništvo
Prema podacima iz 2009. godine u pokrajini živi 195.414 stanovnika dok je prosječna gustoća naseljenosti 47 stanovnika na km².